# Нагороди ЦК ВЛКСМ
| № | Назва нагороди                                                   | Зовнішній вигляд знаку нагороди | Дата запровадження | Роки нагородження | Документ, запроваджуючий нагороду                               |
| - | ---------------------------------------------------------------- | ------------------------------- | ------------------ | ----------------- | --------------------------------------------------------------- |
| 1 | Почесний знак ВЛКСМ                                              |                                 | 28 березня 1966    | 1966—1991         | Постанова Бюро ЦК ВЛКСМ Б-36/35 від 28 березня 1966 року        |
| 2 | Книга пошани Центрального комітету ВЛКСМ                         |                                 | 24 червня 1947     | 1947—1991         | Постанова Бюро ЦК ВЛКСМ Б-482/12 від 24 червня 1947 року        |
| 3 | Премія Ленінського комсомолу                                     |                                 | 28 березня 1966    | 1966—1991         | Постанова Бюро ЦК ВЛКСМ від 28 березня 1966 року                |
| 4 | Літопис комсомольської слави                                     |                                 | 28 липня 1981      | 1981—1991         | Постанова Бюро ЦК ВЛКСМ Б-48/6 від 28 липня 1981 року           |
| 5 | Знак ЦК ВЛКСМ «Трудова доблесть»                                 |                                 | 13 жовтня 1970     | 1971—1991         | Постанова Бюро ЦК ВЛКСМ Б-6/За від 13 жовтня 1970 року          |
| 6 | Значок ЦК ВЛКСМ «За активну роботу в комсомолі»                  |                                 | 11 квітня 1958     | 1958—1991         | Постанова Бюро ЦК ВЛКСМ С-114/15 від 11 квітня 1958 року        |
| 7 | Почесна грамота ЦК ВЛКСМ                                         |                                 | 5 вересня 1942     | 1942—1991         | Постанова Секретаріату ЦК ВЛКСМ С-43/11 від 5 вересня 1942 року |
| 8 | Знак ЦК ВЛКСМ «Молодий гвардієць п'ятирічки» I, II і III ступеня |                                 | 26 червня 1973     | 1973—1978         | Постанова Бюро ЦК ВЛКСМ № 71/47 від 26 червня 1973 року         |

## За освоєння нових земель
17 липня 1954 року у «Комсомольській правді» з'явилось повідомлення про заснування значка ЦК ВЛКСМ «За освоєння нових земель» і був приведений його малюнок. Нагородження значком здійснювалось ЦК ВЛКСМ, а вручення відбувалось високопосадовцями комсомолу не нижче секретаря райкому разом з посвідченням встановленого зразка. По типу кріплення існує дві різновидності значку (з гвинтом і з шпилькою). Значком нагороджувались комсомольці, які внесли істотний вклад в освоєння цілини.
З 1954 по 1958 рік було проведено більше 360 тисяч нагороджень. Першими нагородженими стали члени комсомольсько-молодіжної бригади В. Мінакова із Буденовської МТС Алтайського краю.